# Nagy rágványbogár
A nagy rágványbogár (Uloma culinaris) a gyászbogárfélék családjába tartozó, Európában és Nyugat-Ázsiában honos, korhadó faanyag gombáival táplálkozó bogárfaj. 

## Megjelenése
A nagy rágványbogár testhossza 10-12 mm. Teste megnyúlt, kissé domború, az előtor és a szárnyfedők oldalai nagyrészt egy vonalban, párhuzamosan futnak. Felszíne sima, fénylő, színe vörösbarna. A hím előtorának elülső szélénél bemélyedés található. Feje jelentősen keskenyebb az előtornál és a szemek vonala előtt erősen benyomott. Csápjai rövidek és a fej széle alól erednek, így első íz töve felülről nem is látszik. Az előtor oldalai ívesek, elülső és hátsó sarkai jól kifejezettek. Pajzsocskája (scutellum) látható. A sima és fényes szárnyfedőkön 7-7 pontozott és benyomott barázda húzódik végig; a közöttük lévő bordák kissé domborúak. Első és középső (itt kisebb mértékben) lábain a lábszár (tibia) vége kiszélesedő, külső élük fogazott. 

### Hasonló fajok
A kis rágványbogár (Uloma rufa) 8-9 mm-es, a hím előtora nem benyomott, szárnyfedőinek bordái alig domborúak.

## Elterjedése
Európában és Nyugat-Ázsiában honos, kb. Iránig. Európában széleskörűen elterjedt.

## Életmódja
Éjjel aktívak, nappal elhalt vagy beteg fák, vagy korhadó fatörzsek, vastagabb ágak (fenyők és lombhullatók egyaránt) kérge alá bújnak. Éjszaka jönnek elő, de ilyenkor is a fatörzseken tartózkodnak (nem feltétlenül a kérgén). Az imágó és a lárva is a korhadó fán vagy fában található gombamicéliummal táplálkozik. A két évig élő imágók tavasztól őszig láthatók, leggyakrabban június-szeptember között. A telet a fakéreg alá vagy a moha közé bújva vészelik át. A lárva hasonló életmódot folytat, mint a kifejlett bogár, a korhadó faanyag gombáit eszi, nappal pedig a kéreg alá bújik. Fejlődése mintegy tíz hónapig tart, majd bebábozódik. 

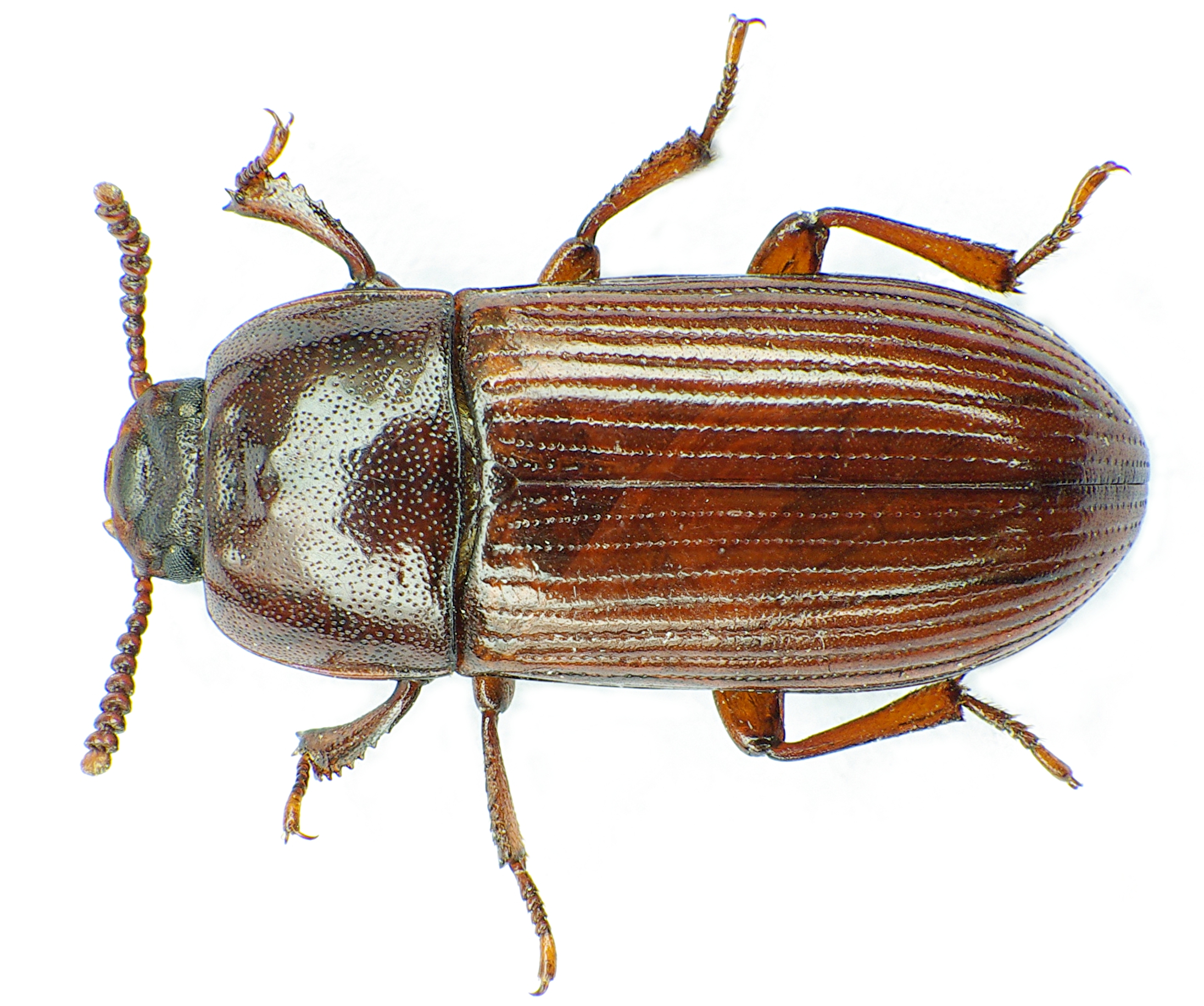
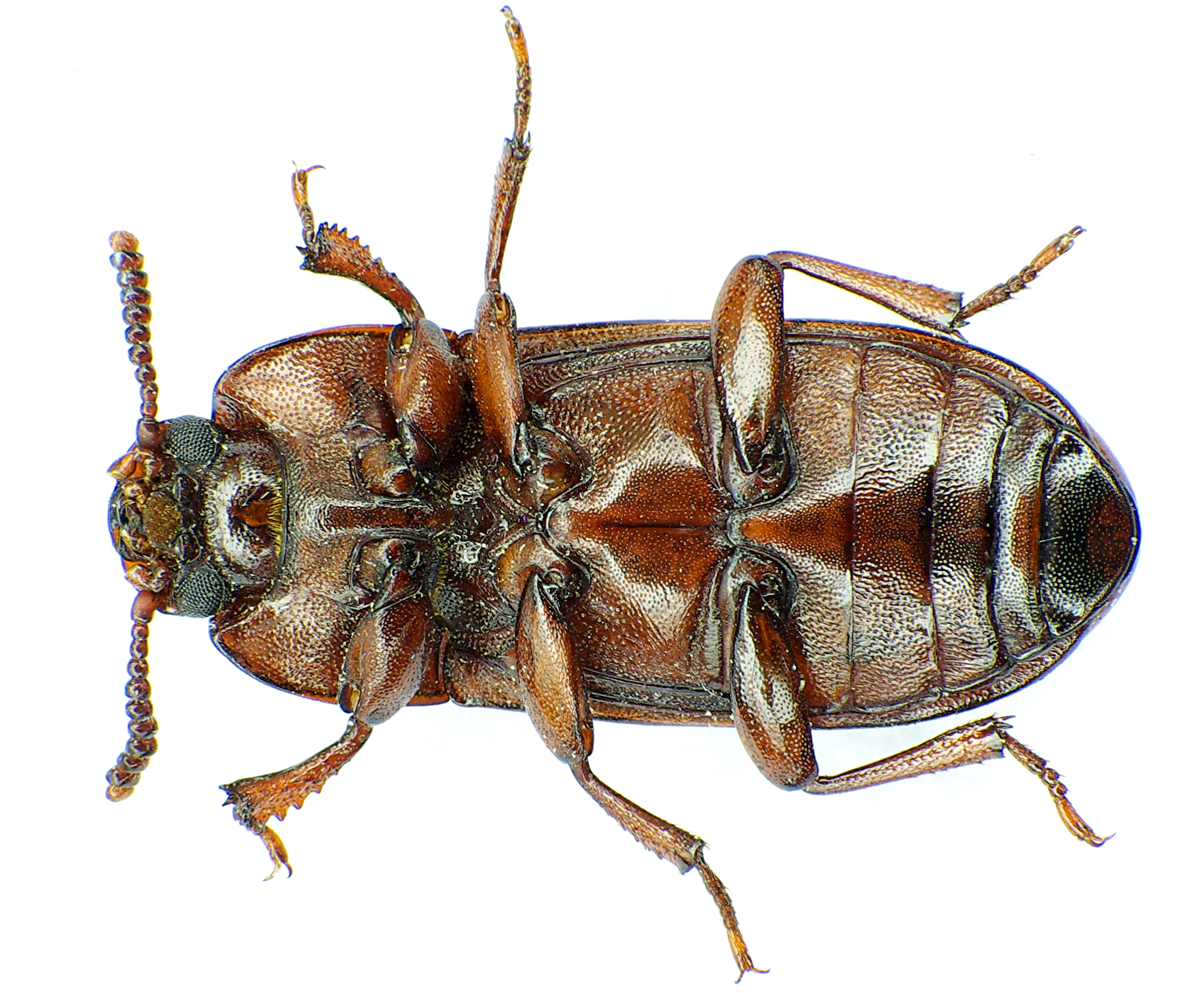
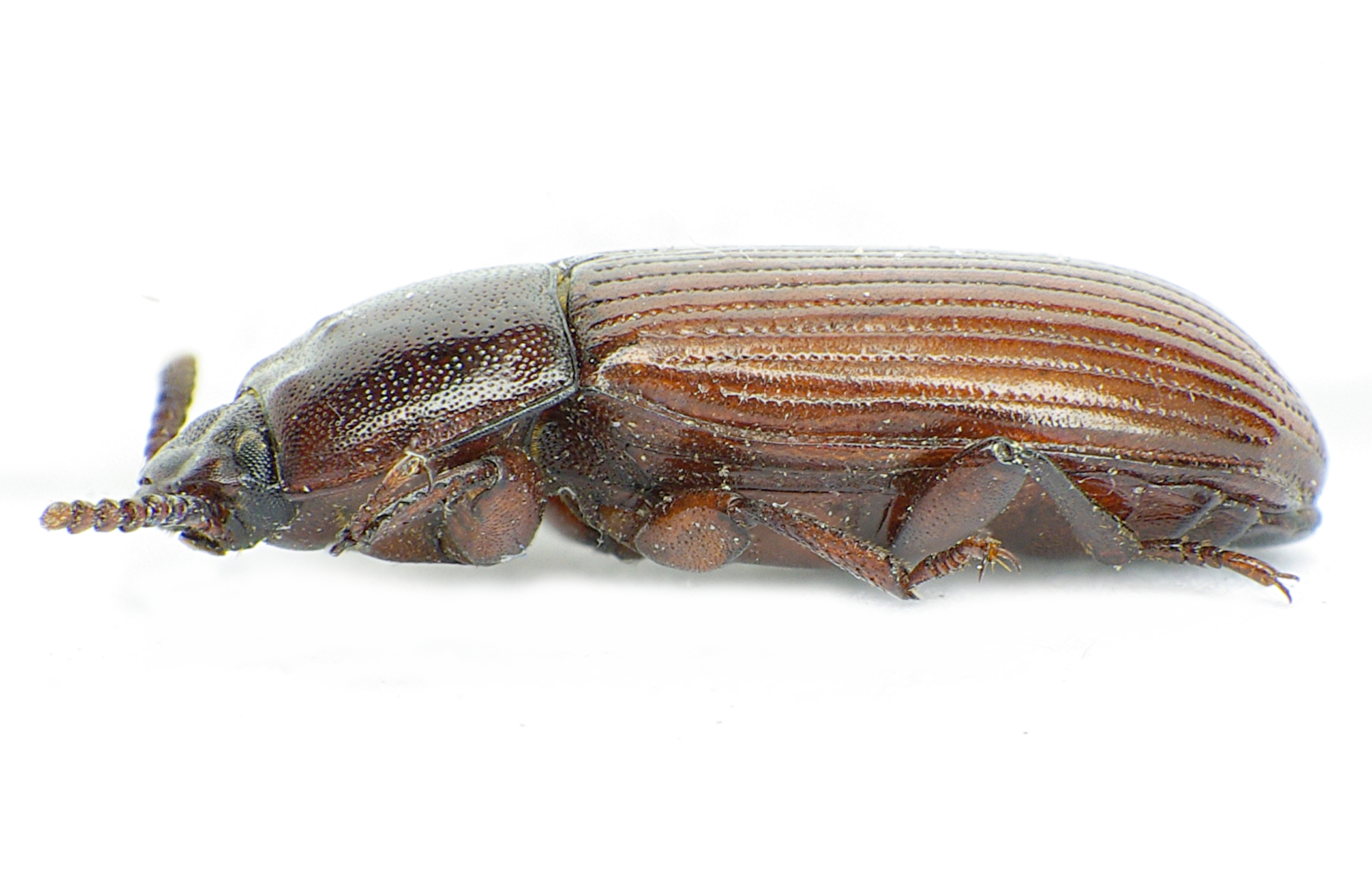
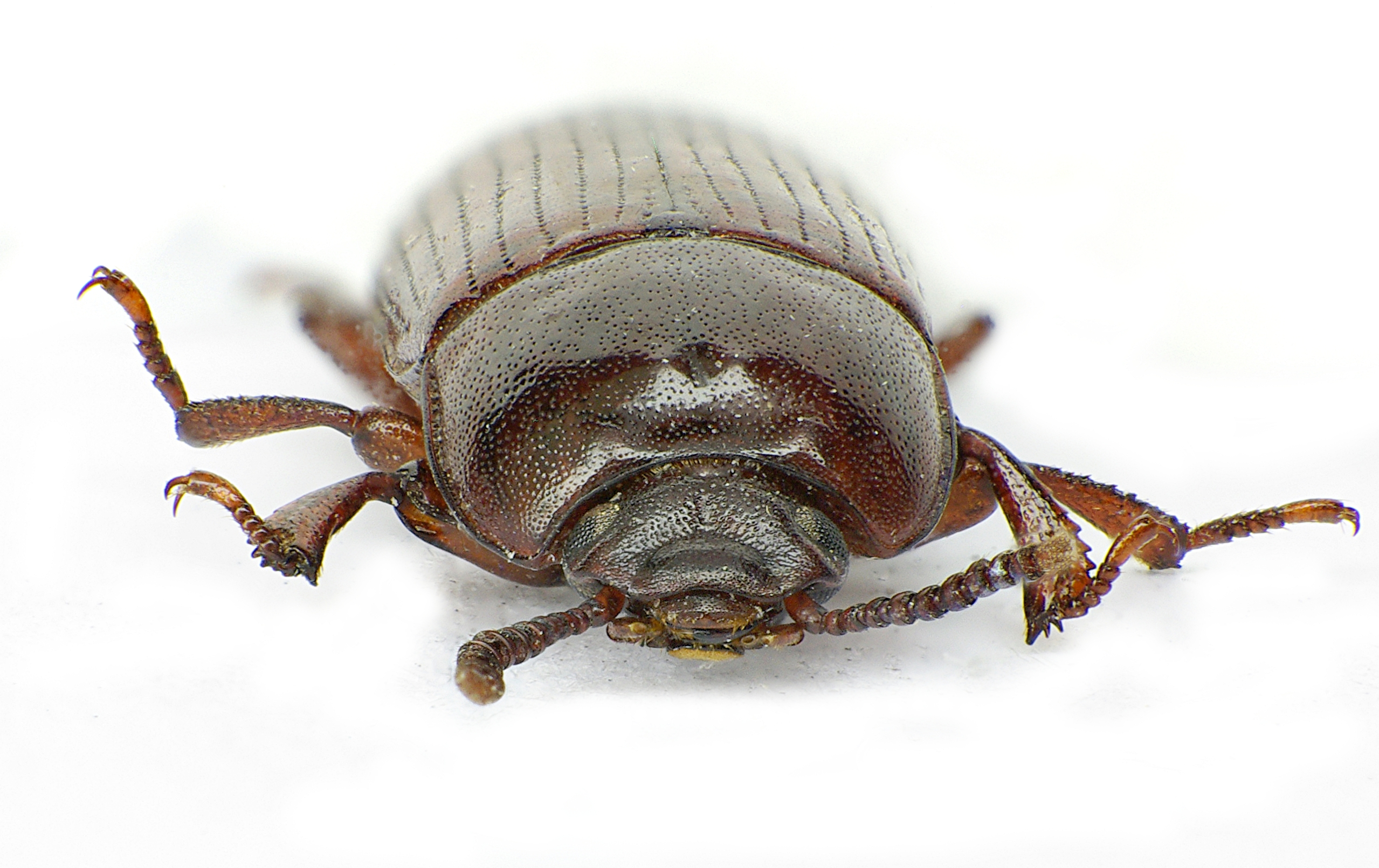
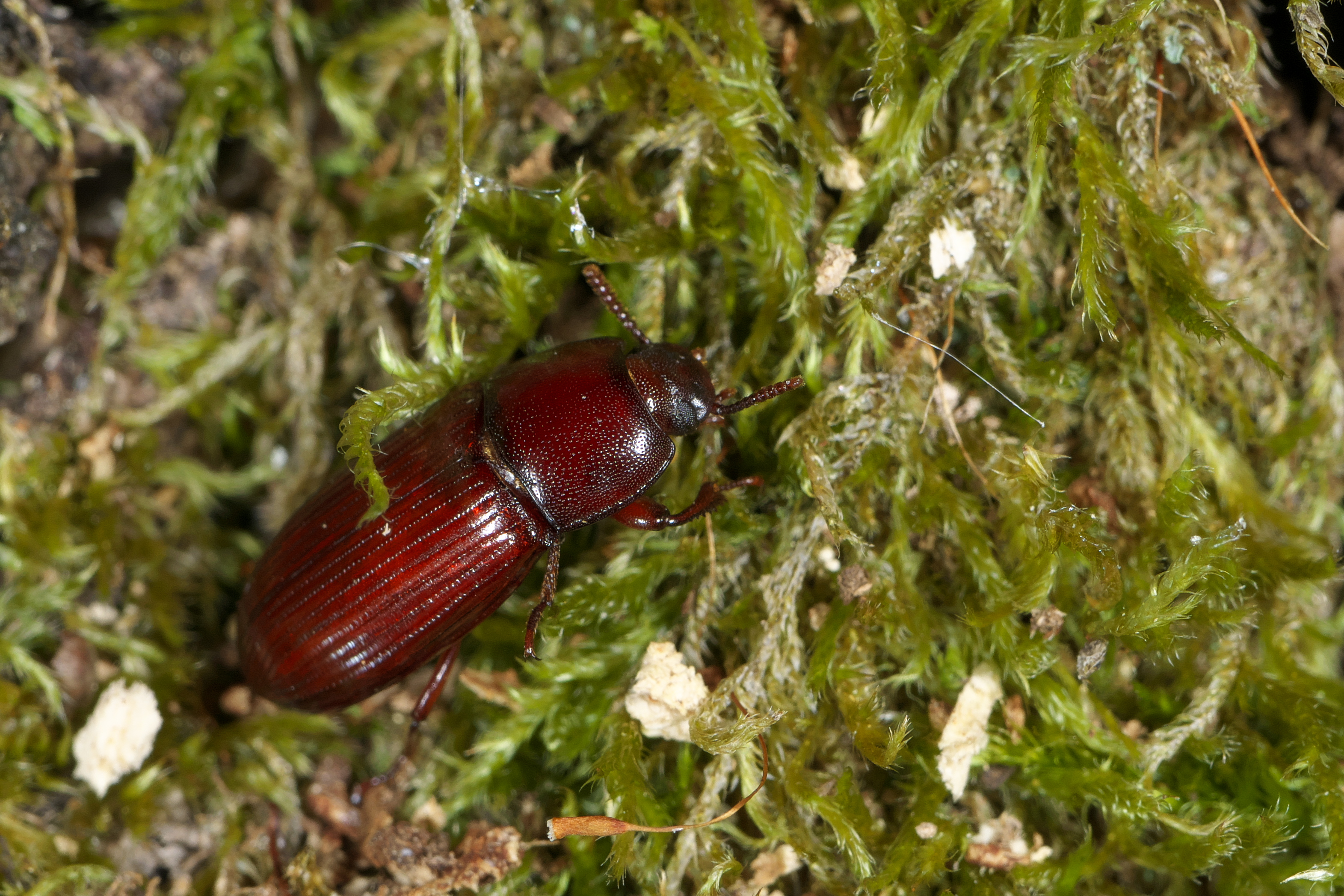

Magyarországon nem védett.